# Alfabeto telefonico italiano
Il cosiddetto alfabeto telefonico italiano è un metodo per indicare le lettere dell'alfabeto latino, utilizzato per indicare l'ortografia di una parola effettuando la compitazione della stessa. Non è mai stato formalmente standardizzato e il suo uso è limitato esclusivamente all'ambito civile, mentre nelle comunicazioni militari viene utilizzato l'alfabeto NATO.
L'alfabeto telefonico nasce dal bisogno di far fronte a una qualità della voce scarsa, tipica delle conversazioni via telefono o in quelle tra radioamatori. È tipicamente usato per specificare la corretta scrittura di nomi propri dalla grafia complicata e/o ambigua.

## L'alfabeto
L'alfabeto telefonico è basato perlopiù su nomi di città italiane importanti e non su nomi propri di persona come accade invece in parecchie lingue, come il francese o il tedesco. In questo, l'italiano ha un comportamento analogo allo spagnolo.
Pur non essendo ufficiale, l'alfabeto si è tradizionalmente stabilito e viene ripreso, ad esempio, in molte pubblicazioni destinate all'apprendimento dell'italiano da parte di stranieri.
La preferenza per una particolare città è arbitraria. Sebbene per diverse lettere la città prescelta sia piuttosto scontata, per alcune lettere è difficile che due parlanti operino le stesse scelte (ad esempio: B come Bari o Bologna), sebbene negli anni si sia stabilito un certo codice, anche grazie alla trasmissione televisiva a premi La ruota della fortuna, nella quale, quando si chiamano le lettere da scoprire nelle frasi da indovinare, bisogna dire anche una parola che inizia con la lettera scelta: ciò ha contribuito, negli anni, a eliminare (o comunque rendere più rare) dall'alfabeto telefonico forme che non venivano usate nel programma. Per esempio oggi è molto più raro sentire dire "C di Catania" o "S di Siena".
Per esprimere le lettere J, K, W, X, Y, si pronuncia semplicemente il nome della lettera (ad esempio: «i lunga», «cappa»); lo stesso può accadere anche per la «acca», la «cu» o la «zeta», non essendo nomi facilmente confondibili con altri. In alcuni testi si ricorre in questi casi a termini presi da altre lingue.
Nella seguente tabella sono elencate le varianti più usate.
| Lettera | Nome                            | Fonetico                  | Pronuncia       |
| ------- | ------------------------------- | ------------------------- | --------------- |
| A       | a                               | come Ancona               | /anˈkona/       |
| B       | bi                              | come Bari                 | /ˈbari/         |
| B       | bi                              | come Bologna              | /boˈloɲɲa/      |
| C       | ci                              | come Como                 | /ˈkɔmo/         |
| C       | ci                              | come Cagliari             | /ˈkaʎʎari/      |
| D       | di                              | come Domodossola          | /ˌdomoˈdɔssola/ |
| E       | é                               | come Empoli               | /ˈempoli/       |
| F       | èffe                            | come Firenze              | /fiˈrɛnʦe/      |
| G       | gi                              | come Genova               | /ˈʤɛnova/       |
| H       | àcca                            | semplicemente «acca»      | /ˈakka/         |
| H       | àcca                            | come hotel                | /oˈtɛl/         |
| I       | i                               | come Imola                | /ˈimola/        |
| J       | i lùnga                         | semplicemente «i lunga»   | /ˈi ˈlunɡa/     |
| J       | i lùnga                         | come jolly                | /ˈʤɔlli/        |
| J       | i lùnga                         | come jersey               | /ˈʤɛrsi/        |
| J       | i lùnga                         | come Jesolo               | /ˈjɛzolo/       |
| K       | càppa                           | semplicemente «cappa»     | /ˈkappa/        |
| K       | càppa                           | come kursaal              | /ˈkursal/       |
| L       | èlle                            | come Livorno              | /liˈvorno/      |
| M       | èmme                            | come Milano               | /miˈlano/       |
| N       | ènne                            | come Napoli               | /ˈnapoli/       |
| O       | ò                               | come Otranto              | /ˈɔtranto/      |
| P       | pi                              | come Palermo              | /paˈlɛrmo/      |
| P       | pi                              | come Padova               | /ˈpadova/       |
| Q       | cu                              |                           |                 |
| Q       | cu                              | come Quarto               | /ˈkwarto/       |
| Q       | cu                              | come Québec               | /keˈbɛk/        |
| R       | èrre                            | come Roma                 | /ˈroma/         |
| S       | èsse                            | come Savona               | /saˈvona/       |
| S       | èsse                            | come Salerno              | /saˈlɛrno/      |
| S       | èsse                            | come Sassari              | /ˈsassari/      |
| T       | ti                              | come Torino               | /toˈrino/       |
| T       | ti                              | come Taranto              | /ˈtaranto/      |
| U       | u                               | come Udine                | /ˈudine/        |
| V       | vu / vi                         | come Venezia              | /veˈnɛtʦja/     |
| W       | vu / vi dóppia o dóppia vu / vi | semplicemente «vu doppia» | /ˈvu ˈdoppja/   |
| W       | vu / vi dóppia o dóppia vu / vi | come Washington           | /ˈwɔʃʃinton/    |
| X       | ics                             | semplicemente «ics»       | /ˈiks/          |
| X       | ics                             | come xilofono             | /ksiˈlɔfono/    |
| X       | ics                             | come xeres                | /ˈksɛres/       |
| Y       | ìpsilon                         | semplicemente «ipsilon»   | /ˈipsilon/      |
| Z       | zèta                            | come Zara                 | /ˈʣara/         |
| Z       | zèta                            | semplicemente «zeta»      | /ˈʣɛta/         |